# Tor Mikkel Wara
Tor Mikkel Wara født 27. december 1964 i Karasjok i Finnmark, er en norsk politiker for Fremskrittspartiet. Fra 4. april 2018 til 29. marts 2019 var han justits- og indvandringsminister i Regeringen Solberg. Wara var medlem af Stortinget fra 1989 til 1993. Han trak sig ud af national politik efter at have nægtet at stemme i Stortinget efter valget i 1993 samme år. Han har siden arbejdet som kommunikationskonsulent i PR-branchen.